# برونو هاس
برونو هاس (بالإنجليزية: Bruno Haas)‏ هو لاعب كرة قاعدة أمريكي، ولد في 5 مايو 1891 في ورسستر في الولايات المتحدة، وتوفي في 5 يونيو 1952 في ساراسوتا في الولايات المتحدة.

## وصلات خارجية
- برونو هاس على موقعبيزبول رفرنس.كوم (الدوري الرئيسي) (الإنجليزية)
- برونو هاس على موقعبيزبول رفرنس.كوم (الدوري الثانوي) (الإنجليزية)